# 청암역
청암역(靑岩驛)은 조선민주주의인민공화국 함경북도 청진시에 위치해있는 철도역이다.
반죽역(班竹驛)이라고도 불린다.
1945년 2월 1일에 청암역(현:금바위역)이 개업했지만, 당역은 제2차 세계 대전 후인 1960년대 평라선 청진역~라진역 간 건설시에 설치되었다 역이다.